# Batang Ayumi Julu
Batang Ayumi Julu is een bestuurslaag in het regentschap Padang Sidempuan van de provincie Noord-Sumatra, Indonesië. Batang Ayumi Julu telt 4419 inwoners (volkstelling 2010).